# الینوک
الینوک (به فرانسوی: Allineuc) یک کمون در فرانسه است که در Canton of Uzel واقع شده‌است.

## خصوصیات
الینوک ۲۴٫۰۹ کیلومترمربع مساحت و ۵۲۴ نفر جمعیت دارد.